# 10 Ft. Ganja Plant
10 Ft. Ganja Plant är en amerikansk reggaegrupp från New York. Några av medlemmarna spelar även tillsammans med gruppen John Brown's Body. Deras musik har en bred variation av olika reggaestilar.

## Diskografi
Studioalbum
- 2000 – Presents
- 2001 – Hillside Airstrip
- 2003 – Midnight Landing
- 2005 – Bass Chalice
- 2009 – Bushrock
- 2010 – Deadly Shots, Vol. 1
- 2011 – Shake Up the Place
- 2012 – Deadly Shots, Vol. II
- 2013 – Skycatcher
- 2014 – Deadly Shots Vol. III

Singlar (i urval)
- 1999 – "10 ft. Ganja Plant"
- 1999 – "Mang Studio All-Stars"
- 1999 – "Good Time Girl"